# 桜チラリ
「桜チラリ」（さくらチラリ）は、℃-uteのメジャー1枚目のシングル（通算5枚目のシングル）。2007年2月21日にzetimaから発売された。

## 概要
- 女性アイドルグループのデビュー曲がチャートTOP5に入ったのは、今作品が初めてである。
- センターは鈴木愛理。メインボーカルは鈴木愛理、矢島舞美、萩原舞である。
- 村上愛脱退後、7人での初のシングルである。
- 2012年4月10日　踊ってみた動画公開開始[3]。
- 当初は歌詞や音程、パート割などが一部異なる「雪がチラリ」という楽曲であった。この「雪がチラリ」は℃-uteのベストアルバム『℃OMPLETE SINGLE COLLECTION』に収録されている（通常盤のみ）。

## 収録曲
全作詞・作曲：つんく
1. 桜チラリ
編曲：高橋諭一
2. JUMP
編曲：山崎淳
3. 桜チラリ (Instrumental)

## 参加ミュージシャン
桜チラリ
- プログラミング&ギター：高橋諭一
- コーラス：稲葉貴子

JUMP
- プログラミング&ギター：山崎淳
- コーラス：竹内浩明